# Rousseauxia dionychoides
Rousseauxia dionychoides là một loài thực vật có hoa trong họ Mua. Loài này được (Cogn.) Jacq.-Fél. miêu tả khoa học đầu tiên năm 1973.